# Dominik Škorjanc
Dominik Škorjanc (* 22. September 2003) ist ein kroatischer Sprinter und Hürdenläufer, der sich auf die 400-Meter-Distanz spezialisiert hat.

## Sportliche Laufbahn
Erste internationale Erfahrungen sammelte Dominik Škorjanc im Jahr 2021, als er bei den U20-Europameisterschaften in Tallinn in 51,78 s die Bronzemedaille über 400 m Hürden gewann. Anschließend gelangte er bei den U20-Weltmeisterschaften in Nairobi bis ins Halbfinale und schied dort mit 51,63 s aus. Im Jahr darauf belegte er bei den U20-Balkan-Meisterschaften in Belgrad in 49,13 s den fünften Platz im 400-Meter-Lauf und gewann mit der kroatischen 4-mal-400-Meter-Staffel in 3:18,56 min die Silbermedaille.
2021 wurde Škorjanc kroatischer Meister im 400-Meter-Hürdenlauf.

## Persönliche Bestleistungen
- 400 Meter: 47,65 s, 3. Juli 2021 in Čakovec
  - 400 Meter (Halle): 48,90 s, 5. Februar 2022 in Zagreb
- 400 m Hürden: 51,25 s, 4. Juli 2021 in Čakovec